# Huanglong (ort)
Huanglong är en ort i Kina. Den ligger i provinsen Hunan, i den södra delen av landet, omkring 270 kilometer sydväst om provinshuvudstaden Changsha. Antalet invånare är 1 920.
Runt Huanglong är det ganska tätbefolkat, med 192 invånare per kvadratkilometer. Närmaste större samhälle är Baisha, 2,2 km söder om Huanglong. I omgivningarna runt Huanglong växer i huvudsak blandskog.
Genomsnittlig årsnederbörd är 1 833 millimeter. Den regnigaste månaden är maj, med i genomsnitt 273 mm nederbörd, och den torraste är oktober, med 56 mm nederbörd.